# Ina Borrmann

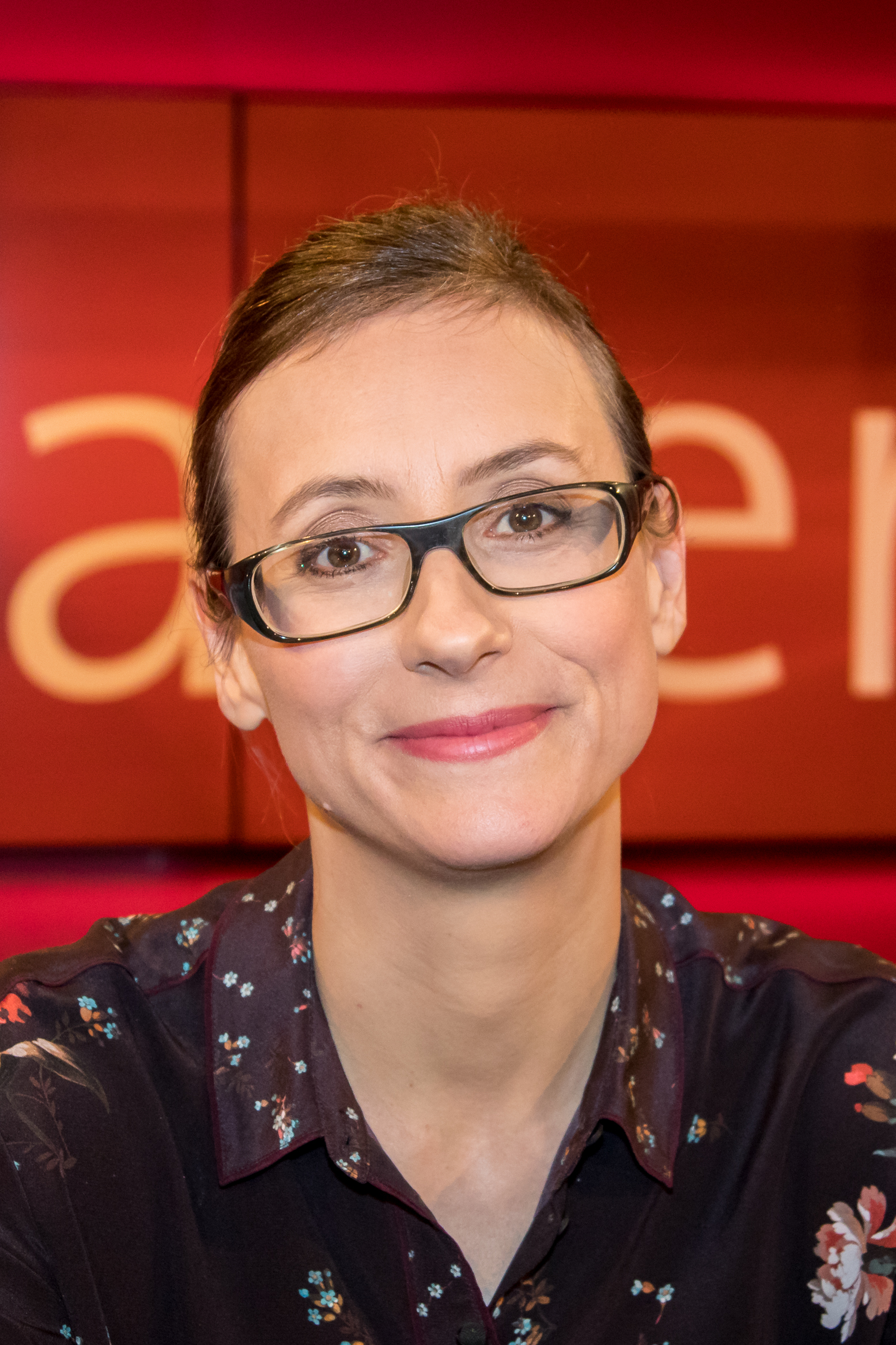
Ina Borrmann in der Sendung hart aber fair, 2017

Ina Borrmann (* 1969 in Freiberg) ist eine deutsche Filmregisseurin, Drehbuchautorin und Filmproduzentin.

## Leben
Die in Freiberg aufgewachsene Ina Borrmann absolvierte zunächst eine Ausbildung zur Facharbeiterin für Krankenpflege in Karl-Marx-Stadt (heute Chemnitz).
1991 zog sie nach München, um dort ein Studium der Theaterwissenschaften und Germanistik an der  Ludwig-Maximilians-Universität zu beginnen. Nach Praktika bei diversen Filmproduktionen, in der Werbung und am Theater bewarb sie sich an der Hochschule für Fernsehen und Film München, in der Abteilung Film und Fernsehspiel, die sie mit dem dokumentarischen Essay Das Verschwinden der Zeit (Koproduktion mit MDR) abschloss.
Während des Studiums arbeitete sie als Regieassistentin u. a. für den Kinofilm Asterix und Obelix gegen Caesar und Script/Continuity für Fernsehfilme, als Zuschauerredakteurin bei RTL II und Disponentin bei El Cartel Media.
Ihre Reportage Texas von 2002, ein mexikanisch-deutsches Austauschprojekt zum Thema Grenzerfahrung unter der Leitung von Dieter Kronzucker, war Teil der Mexikoausstellung MEXARTES im Haus der Kulturen der Welt in Berlin und wurde auf N24 Weltreporter ausgestrahlt.
Seit 2008 lebt Ina Borrmann in Berlin. In diesem Jahr präsentierte sie ihren Film Das Verschwinden der Zeit auf dem Internationales Leipziger Festival für Dokumentar- und Animationsfilm.
2010 erhielt sie ein Recherchestipendium des Künstlerinnenprogramms des Berliner Senats für den Dokumentarfilm Guten Abend, du Schöne.
Für das Dokumentarfilm-Projekt 16 × Deutschland aus dem Jahr 2013, bei dem Filmemacher in kurzen Dokumentarfilmen auf ihr Bundesland schauen, übernahm sie die Regie für das Bundesland Sachsen.
Ihr Dokumentarfilm Alle 28 Tage, ein radikal persönlicher Film über den Wunsch nach einem Kind, erhielt auf dem Filmfestival in Emden den AOK-Filmpreis. Der Film lief auf zahlreichen Festivals, u. a. DOK.fest München, DOK Leipzig  und feierte seine internationale Premiere auf der IDFA.
Ina Borrmann arbeitet für verschiedene Filmfestivals, u. a. als Kuratorin und Moderatorin DOK.fest München, Filmfestival Kitzbühel, Hofer Filmtage, Filmfest Achtung Berlin, im Guest- und Locationmanagement u. a. für die Berlinale oder das Filmfest München.

## Filme (Auswahl)
- 1997: Glotzt nicht so romantisch (Kurzfilm, Drehbuch und Regie)
- 1999: Hände hoch! (Kurzfilm, Ko-Drehbuch und Regie)
- 2000: Versuchte Nähe (Kurzfilm, Drehbuch und Regie)
- 2002: Texas (Reportage, Drehbuch und Regie)
- 2007: Mike Figgis – The Seduction of the Eye (Dokumentarfilm, Drehbuch, Regie, Produktion)
- 2009: Das Verschwinden der Zeit  (Dokumentarfilm, Drehbuch, Regie, Produktion)
- 2013: 16 × Deutschland – Sachsen (kurzer Dokumentarfilm, Drehbuch, Regie, Produktion)
- 2015: Alle 28 Tage (Dokumentarfilm, Drehbuch, Regie, Produktion)